# Монтано Антилия
Монта̀но Антѝлия (на италиански: Montano Antilia) е село и община в Южна Италия, провинция Салерно, регион Кампания. Разположено е на 767 m надморска височина. Населението на общината е 2002 души (към 2010 г.).